# Hendrik Nierstrasz
Hendrik (Henri) Nierstrasz (Maastricht, 26 januari 1773 - aldaar, 19 februari 1855), was een Nederlands notaris, politicus en bestuurder. Hij was onder andere burgemeester van Maastricht en Provinciale Statenlid.

## Levensloop
Hendrik Nierstrasz werd geboren als zevende van negen kinderen van de uit Burtscheid (bij Aken) afkomstige Johannes Leonard Nierstrasz (1734-1813), die in 1764 burger van Maastricht was geworden, en diens Maastrichtse echtgenote Magdalena Claessen (1735-1804).
Nierstrasz was notaris, een beroep dat hij vanaf 1792 uitoefende. In de Franse Tijd (1794-1814) was hij lid van de Maastrichtse gemeenteraad (conseil municipal; 1800-1808), medeburgemeester (adjoint-maire; 1808-1813), lid van het departementaal kiescollege (collège électoral de département; 1811-?), lid van de voorloper van het Burgerlijk Armbestuur (1813-1815) en auditeur-militair in Limburg. Hij werd in 1835 voorgedragen als burgemeester van Maastricht door Bernardus Johannes Cornelis Dibbets, de toenmalig opperbevelhebber van de vesting Maastricht, met wie hij jarenlang had samengewerkt. Hij zou die functie vijftien jaar lang uitoefenen.
Het beleid van Nierstrasz verbeterde de financiële positie van de gemeente Maastricht. De protestantse burgemeester kwam enkele malen in conflict met de merendeels katholieke bevolking. Omstreeks 1820 bood de indertijd beroemde, in Italië werkzame beeldhouwer Mathieu Kessels de stad een beeld van Sint-Servaas aan, dat op het Vrijthof opgericht zou worden. Nierstrasz weigerde echter het daarvoor benodigde marmer te betalen, waardoor het project werd afgeblazen.
Nierstrasz was Commandeur in de Orde van de Nederlandse Leeuw. Na zijn pensioen in 1850 ontving hij 2600 gulden staatspensioen. Hij overleed op 82-jarige leeftijd te Maastricht. Zijn graf bevindt zich op de Algemene Begraafplaats Tongerseweg. In de Maastrichtse buurt Wittevrouwenveld is de Burgemeester Nierstraszstraat naar hem genoemd.

## Nakomelingschap
Hendrik Nierstrasz trad op 7 oktober 1802 te Vaals in het huwelijk met Caroline Susanne Schinck (1779-1857), de dochter van een lutherse textielverver, die tevens gemeenteraadslid was in Vaals. Het echtpaar kreeg acht kinderen:
1. Jean Charles Nierstrasz (1803-1855), rechter te Gent, ongehuwd
2. Jeanine Caroline Nierstrasz (1804-1884), gehuwd met de ingenieur Leopold Johannes Adriaan van der Kun (1801-1864), 5 kinderen
3. Jan Gustaaf Nierstrasz (1806-1852), gehuwd met Louise Albertine Marie Borel (ca. 1805-1840), 7 kinderen
4. Clementina Helena Nierstrasz (1807-?), gehuwd met de militair Paulus Prosper Bosch (1798-1862)
5. Victor Emilius Nierstrasz (1809-1866), directeur Stadsschouwburg Maastricht, gehuwd met Clara Cornelia Rouffaer (1812-1880), 15 kinderen
6. Françoise Pauline Nierstrasz (1810-1896), gehuwd met Jan Leonard Adriaan Nieuwenhuisen (1803-1861), geen kinderen
7. Émile Chrétien Nierstrasz (1812-1870), gehuwd met Alida Dionisia Sierevelt (1815-1898), 4 kinderen
8. Emma Constantia Nierstrasz (1818-1893), gehuwd met Anthonie Engelbert André de la Porte (1804-1873), 2 kinderen

De zoöloog Hugo Frederik Nierstrasz (1872-1937) en de militair-historicus Victor Emilius Nierstrasz (1889-1967) zijn beiden achterkleinzonen van Nierstrasz.